# Pont de Hartland
Vous lisez un « bon article » labellisé en 2011.
Le pont de Hartland (anglais : Hartland Bridge) est un pont couvert traversant le fleuve Saint-Jean entre Hartland et Somerville, au Nouveau-Brunswick (Canada). Avec ses 391 mètres de longueur, il est le plus long pont couvert au monde. Construit en 1901 mais pas encore couvert, il se détériore rapidement sous l'effet des intempéries et il est partiellement détruit lors d'un embâcle en 1920. Profitant de sa fermeture et des réparations, il est couvert et rouvre en 1922. Il devient un lieu historique national en 1977. Présent dans la culture néo-brunswickoise, il est également un site fréquenté par les touristes.

## Caractéristiques

### Localisation
Le pont est situé dans le sud-est du Canada, dans l'ouest du Nouveau-Brunswick, entre la municipalité d'Hartland à l'est et le district de services locaux de Somerville, dans le comté de Carleton. Orienté sud-sud-ouest-nord-nord-est, il est emprunté par une petite route reliant les routes 103 et 105 et qui franchit le fleuve Saint-Jean juste au sud de l'île Middle Becaguimec.
Depuis la construction du pont Hugh-John-Flemming en 1960 emprunté par la route 130 à un kilomètre au nord, le pont de Hartland ne sert plus qu'au trafic local et touristique.

### Dimensions
Le pont de Hartland a une longueur de 390,75 mètres (1 282 pieds), ce qui en fait le plus long pont couvert au monde,,,,. Il est aussi le plus long pont couvert jamais construit au Canada, le second étant un pont de 377 mètres sur la rivière Batiscan, au Québec, en fonction entre 1844 et 1870. Il a en revanche déjà existé des ponts couverts plus longs ailleurs dans le monde, notamment le pont Columbia-Wrightsville, en Pennsylvanie, construit en 1814 et qui mesurait 1 524 mètres de longueur, traversant le fleuve Susquehanna jusqu'à sa destruction en 1863 durant la guerre de Sécession.
Le pont de Hartland ne compte qu'une seule voie de circulation et ne permet le passage qu'aux véhicules ayant une masse inférieure à 10 tonnes et une hauteur inférieure à 4,20 mètres (13 pieds et 9 pouces). Une petite galerie, elle aussi couverte et permettant le passage des piétons, est accolée sur le côté sud du pont.

### Structure

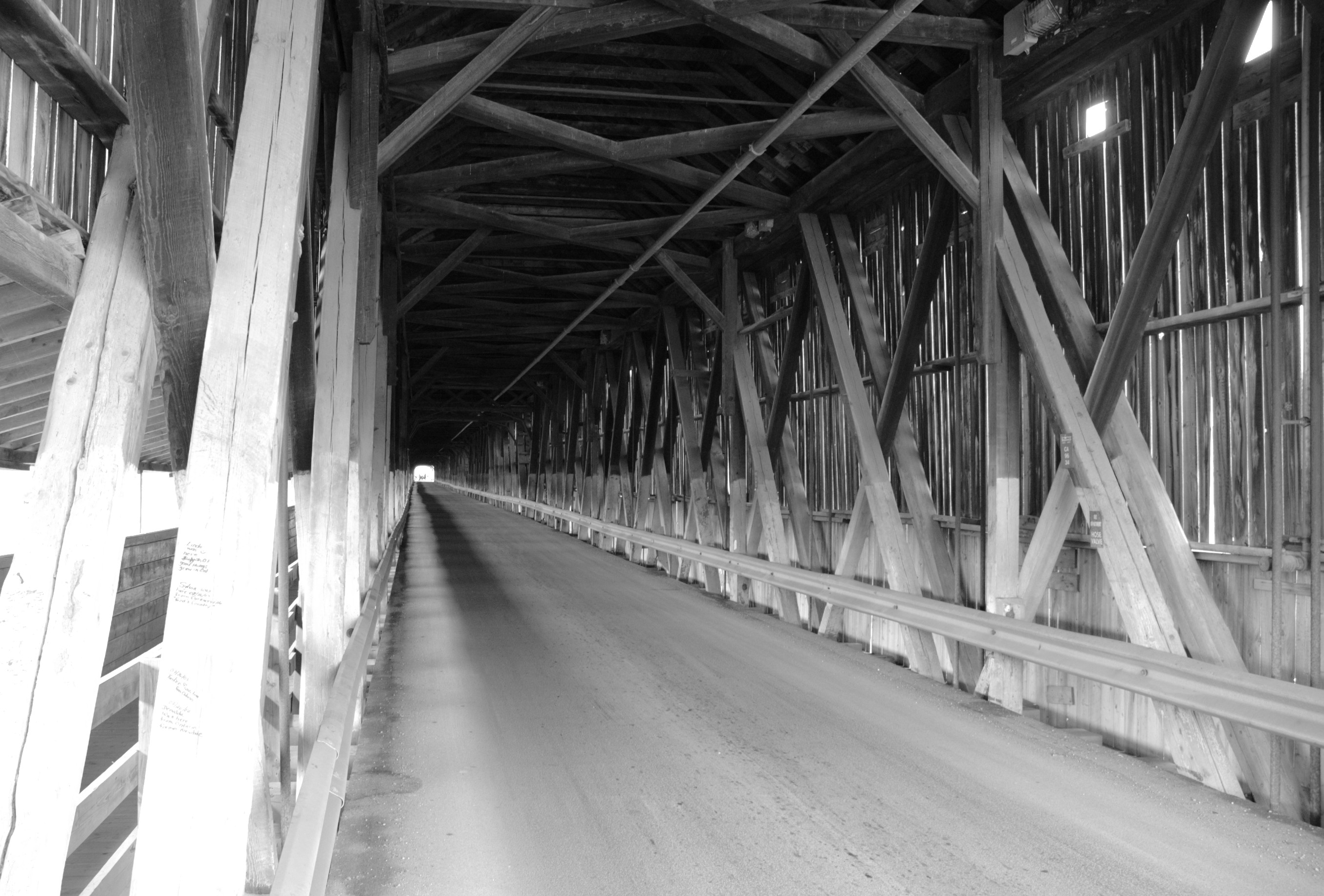
Intérieur du pont et structure.

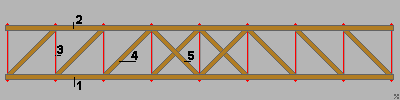
Poutre en treillis de type Howe.

Excepté en ce qui concerne sa longueur, le pont de Hartland est typique des autres ponts de même type au Nouveau-Brunswick. Sa structure est constituée d'un treillis de type Howe supporté par six piles. Cette ferme est composée de poutres entrecroisées dont les poinçons ont été remplacés par des tirants en acier. Les tirants sont équipés de tendeurs permettant leur rajustement périodique. Il s'agit de la première ferme mariant le métal et le bois. Le bois utilisé pour la structure du pont de Hartland est le sapin de Douglas, importé de Colombie-Britannique ; l'usage de ce bois a été imposé par la pénurie de bois d'œuvre à l'époque de la construction, par son faible coût et par le fait qu'il est plus résistant à la pourriture que celui d'autres conifères. Le pont compte sept travées, dont cinq ont une portée de 51 mètres et les deux autres de 43,9 mètres. Quatre des travées ont pour tablier des dalles de béton armé. Les avant-becs des piles en béton sont de forme conique en amont, agissant comme brise-glaces et offrant une protection lors de la débâcle. Les culées sont elles aussi en béton.

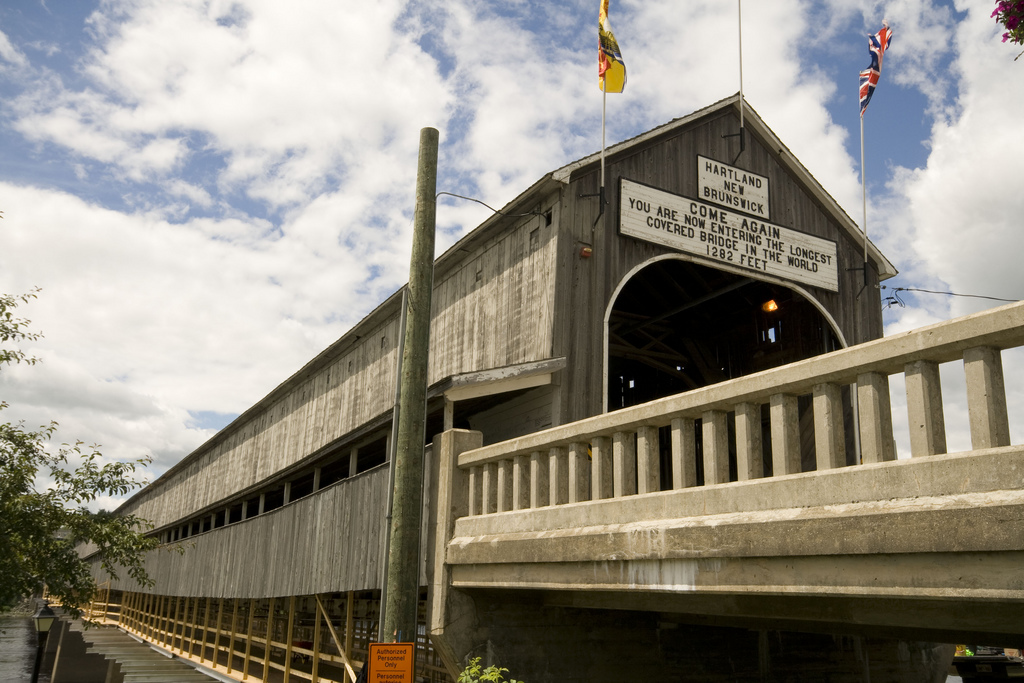
Pont du côté de l'aval avec le trottoir couvert.

Le bardage est constitué de planches verticales, disposition permettant d'économiser bois et argent mais rendant difficile l'aménagement de fenêtres. Pour cette raison, le pont compte quelques ouvertures aménagées et protégées par des entablements avec de courts avant-toits en saillie, sur le côté nord, en amont. La croyance veut que ces ouvertures dissuadent les pêcheurs de défoncer les planches du pont afin de pouvoir faire passer leur cannes à pêche mais elles servent avant tout à éclairer l'intérieur du pont,. Du côté sud, en aval, une passerelle piétonnière est recouverte d'un toit en appentis. Les portiques qui encadrent les deux ouvertures principales aux extrémités du pont sont cintrés.
Le toit à deux pentes est recouvert de bardeaux d'asphalte. Le toit des deux travées les plus à l'ouest est légèrement plus bas que le reste du pont en raison des réparations à la suite de l'embâcle de 1920. Les avant-toits ne dépassent presque pas des pignons.
Le pont ne compte aucun élément décoratif et n'est pas peint, excepté pour les moulures des portiques et les coins des pignons qui sont peints en blanc. Il est toutefois l'un des rares ponts couverts à posséder un éclairage électrique intérieur.

## Histoire

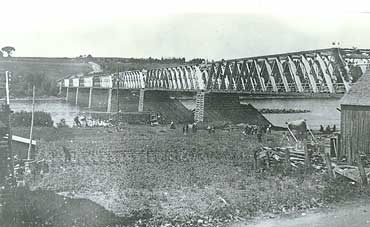
Le pont de Hartland lors de son inauguration le 4 juillet 1901.

Avant la construction du pont, la seule manière de franchir le fleuve Saint-Jean à Hartland est un traversier. Les plans et devis du pont sont produits en 1898 et les travaux et la gestion du futur pont délégués à une entreprise privée mise sur pied par des citoyens, la Hartland Bridge Company, sous la supervision du commissaire des travaux publics, H.R. Emerson, et de l'ingénieur provincial, A.R. Wetmore. La compagnie met trois ans à construire le pont. Il est alors à péage et n'est pas couvert. Le 13 mai 1901, le docteur Estey est la première personne à traverser le pont, avant son inauguration prévue, parce qu'il doit répondre à un appel d'urgence. Il est finalement inauguré par le juge McKeowan le 4 juillet 1901 devant une foule de 2 000 personnes.
Le péage du pont est alors de 2 cents pour un piéton, 5 cents pour un attelage simple et 10 cents pour un attelage double. Les chevaux et les véhicules allant plus vite que le pas de marche sont aussi passibles d'une amende allant de 20 à 40 dollars. Le péage n'est jamais populaire et une campagne menée par un député du comté de Carleton convainc l'assemblée législative d'acheter le pont le 1er mai 1906. Un débat sur le recouvrement du pont est lancé mais les citoyens de Hartland craignent que le pont n'attire alors les délinquants, provoquant l'abandon du projet. En 1907, le feu détruit une partie de la structure ainsi que le poste de péage. Des réparations au tablier sont nécessaires dès 1919, le bois le composant étant endommagé par les intempéries en raison de l'absence de protection.

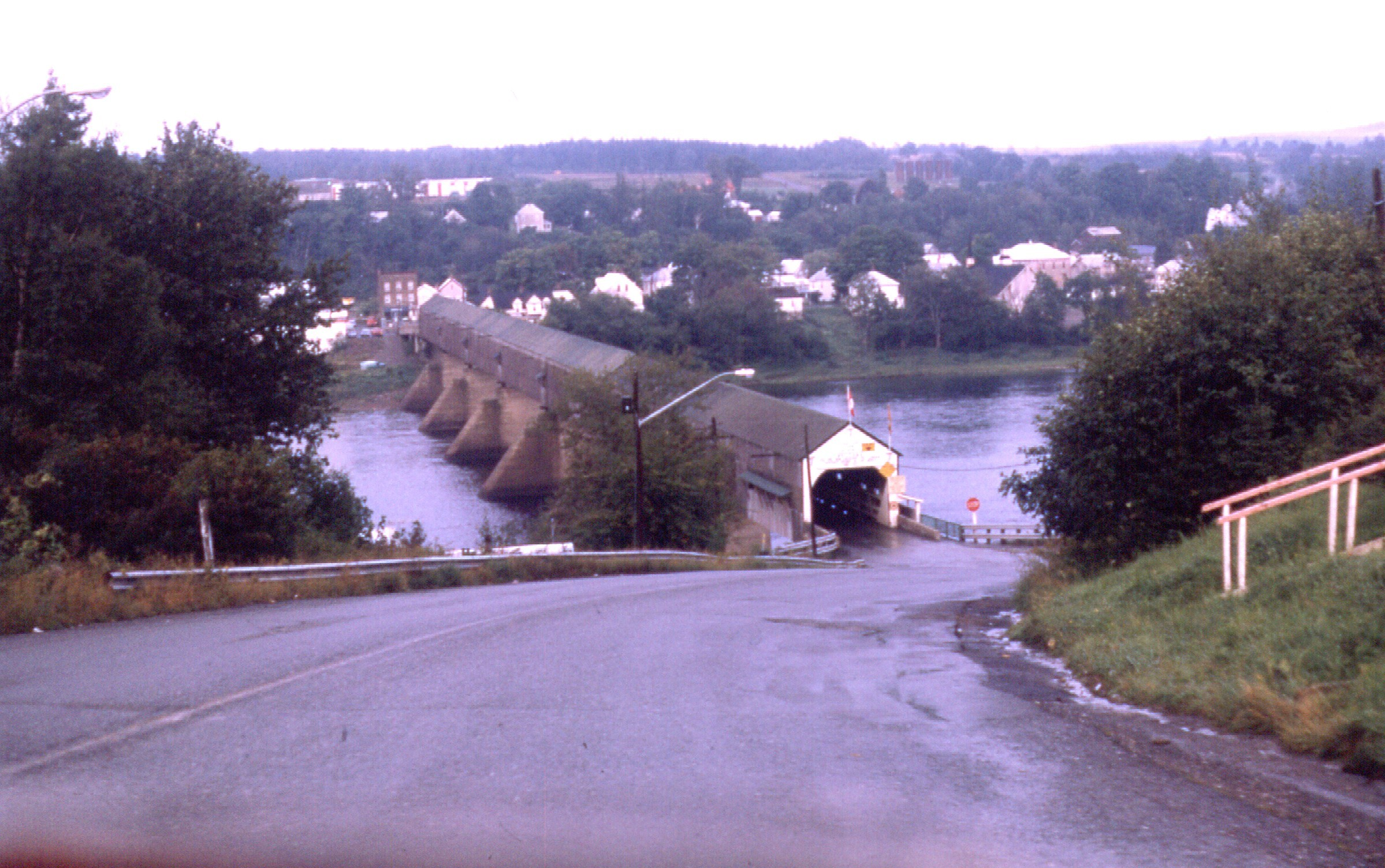
Le pont de Hartland en 1973.

Le 6 avril 1920, peu de temps après la fin des travaux, un embâcle emporte plus du tiers de la structure et un traversier est rapidement mis en place pour pallier le pont. Le remplacement par une structure en acier est alors projeté mais le prix du matériau étant très élevé à la sortie de la Première Guerre mondiale, les autorités provinciales convainquent la délégation de reconstruire le pont en bois et de le couvrir pour en améliorer la durabilité. Le projet de recouvrement du pont cause à nouveau scandale et, à la suite d'un sermon du pasteur, la population signe une pétition à laquelle un député répond : « Si les mœurs de la jeunesse de Hartland sont à ce point si tordues que la seule apparition d'un pont couvert les mènera à la perdition, il y a très peu de choses en tant qu'élu que nous pouvons y faire ». Le contrat est donc accordé à la New Brunswick Contracting and Building Company qui le reconstruit rapidement, cette fois-ci sur des piles en béton, et le fait couvrir, ; le pont est inauguré en 1922.
La longueur du pont associée à sa couverture pose quelques problèmes de circulation. Ainsi, le bardage latéral ne permet pas de voir immédiatement si un véhicule est déjà engagé, le croisement dans le pont étant difficile voire impossible. De plus, en hiver, les véhicules les plus commodes sont les traîneaux à chien mais leur franchissement du pont impose d'amener de la neige pour recouvrir son tablier. Ces difficultés s'accroissent avec l'augmentation du trafic routier.
D'autres travaux doivent être entrepris à la suite d'accidents, d'actes de malveillance ou pour son entretien. C'est le cas en 1924 lorsque l'éclairage électrique est installé à l'intérieur, en 1944 lorsque l'approche en chevalet du côté ouest est remplacée par un ouvrage en béton et une passerelle piétonnière est ajoutée du côté aval au sud, en 1966 où il subit des dégradations quand des vandales tentent de mettre le feu à la structure, début 1982 lorsqu'il est fermé et rouvre le 10 février à la suite d'un accident de voiture qui heurte un élément de charpente, endommageant la travée Ouest et enfin en 2007, le pont est fermé temporairement en raison du fractionnement de la poutre centrale par le milieu.
Le soin apporté à ce pont se concrétise aussi par des mesures de protection et de classement. Il est ainsi reconnu comme lieu historique national le 17 novembre 1977, il est inscrit comme lieu du patrimoine provincial le 15 septembre 1999 et le 4 mars 2010, la ville de Hartland le reconnait finalement comme lieu historique municipal. Cette reconnaissance comme patrimoine unique est souligné à l'occasion des Jeux olympiques de Calgary lorsque le pont est l'une des étapes du relais de la flamme olympique en 1987. Sa renommée étant internationale, le moteur de recherche Google utilise son image comme logo le 4 juillet 2012, jour du 111e anniversaire du pont.

## Dans la culture

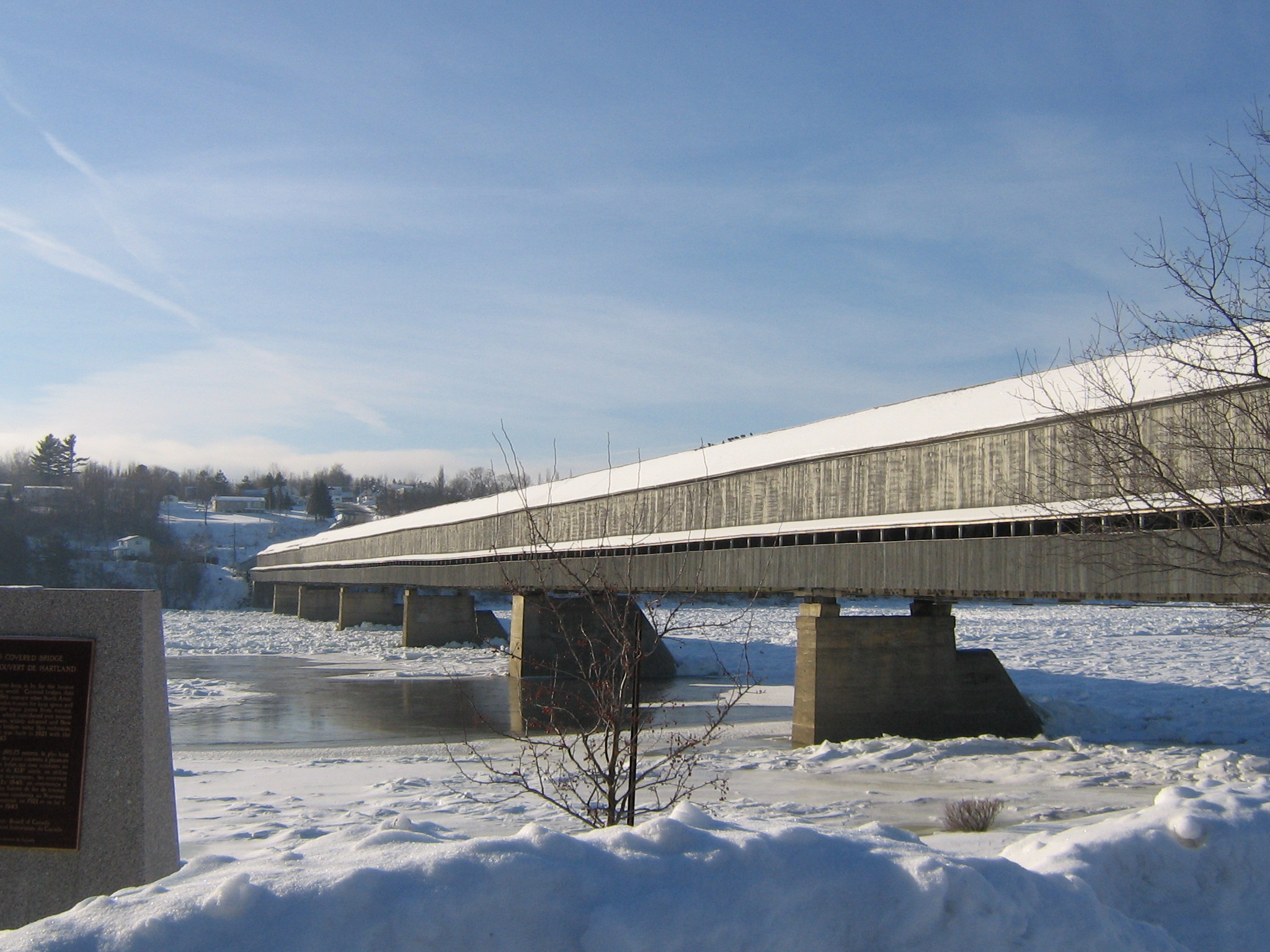
Le pont vu depuis l'aval avec la plaque commémorative.

Selon la coutume, les jeunes couples du début du XXe siècle ont entraîné leur cheval à s'arrêter au milieu du pont et à ne pas repartir tant qu'ils ne se sont pas donné un baiser. Cette tradition s'est perpétuée, que ce soit en automobile ou à pied. Le premier mariage dans le pont est célébré en 1993 entre Charmaine Lafolley et David Hunt, originaires de Toronto.
Une autre croyance veut que lorsqu'un passager d'un véhicule fait un vœu avant d'entrer dans le pont, celui-ci sera exaucé s'il ferme les yeux, croise les doigts et retient sa respiration durant tout le trajet.
La renommée touristique du pont a inspiré le nom de plusieurs commerces des environs, notamment d'un fabricant de croustilles situé à Waterville.
Le pont est mis à l'honneur sur un timbre canadien émis le 1er septembre 1995 et il a également inspiré de nombreux artistes.
Un musée et un centre d'interprétation, permettant de retracer son histoire et ses modifications architecturales, se trouvent à proximité.